# Neuroleon (Neuroleon) danieli
Neuroleon (Neuroleon) danieli is een insect uit de familie van de mierenleeuwen (Myrmeleontidae), die tot de orde netvleugeligen (Neuroptera) behoort. 
Neuroleon (Neuroleon) danieli is voor het eerst wetenschappelijk beschreven door Lacroix in 1922.